# Beate Uhse
Beate Uhse (25 de octubre de 1919 - 16 de julio de 2001) fue una empresaria alemana y la única mujer piloto de acrobacias de Alemania en la década de 1930. Después de la Segunda Guerra Mundial, inauguró el primer sex shop del mundo. La compañía que ella inició, Beate Uhse AG, cotiza en la Bolsa de Fráncfort.

## Biografía
Uhse nació en Wargenau, un barrio de Cranz, Prusia Oriental (ahora Zelenogradsk, Rusia). Era la menor de tres hijos del granjero Otto Köstlin y la doctora Magarete Köstlin (una de las primeras cinco médicos de Alemania). 
Cuando tenía ocho años, su hermano mayor le contó el mito de Ícaro . A Beate le fascinó la historia y la idea de volar, tanto que recogió plumas de pollo, juntó algunas alas y saltó del balcón de sus padres. Beate era una niña salvaje. Sus padres no intentaron controlarla; en cambio, alentaron a su hija en sus intereses y deseos. La ayudaron a obtener una buena educación. Informaron a sus hijos sobre asuntos sexuales tempranamente y hablaron abiertamente con ellos sobre sexualidad y anticoncepción. A los quince años Beate se convirtió en campeona de jabalina de Hesse.

### Carrera en la aviación civil
A la edad de dieciséis años, Beate Köstlin fue a Inglaterra durante un año para aprender inglés como au pair . Luego, regresó a la casa paterna, donde, para satisfacer a sus padres, obtuvo una educación "adecuada" (en economía doméstica). Durante un viaje a Berlín, su padre conoció al señor Sachsenberg, profesor de deportes de motor del Aeroclub Alemán (una organización sin fines de lucro dedicada a volar), y le comentó que su hija "estaba loca por volar" y de la "tontería" que sería que una mujer fuera piloto. Sachsenberg, en cambio, se entusiasmó con la idea y envió a Beate, de 17 años, información sobre cómo obtener una licencia de vuelo. 
Finalmente sus padres cedieron a sus demandas, y en 1937 Beate se unió a la escuela de pilotos de Rangsdorf, cerca de Berlín. En octubre, en su cumpleaños número 18, recibió su licencia de piloto. En 1938, aprobó el examen de piloto de acrobacias y poco después compitió en una carrera en Bélgica. Ella ganó en su categoría, y también ganó el segundo lugar general, en la categoría "aterrizaje en un objetivo" y el tercero, en "vuelo puntual". 
Luego trabajó para la compañía de aviones Bücker Flugzeugbau en Rangsdorf, como piloto de pruebas y posteriormente, a los diecinueve años, como piloto de reparto para la empresa de aviones Alfred Friedrich en Strausberg, al este de Berlín. Poco después, la compañía de películas UFA le pidió que trabajara como doble de películas. Ella trabajó con Hans Albers, una estrella de cine al que admiraba particularmente, y con muchos otros más. En la película de propaganda alemana Achtung - Feind hört mit (en español: Precaución: el enemigo está escuchando), realizó un truco de doble para el actor alemán René Deltgen, en el que voló a través de una barrera de globos y simuló una caída a pique descontrolada. 
Beate se enamoró de su instructor de pilotos acrobáticos, Hans-Jürgen Uhse, pero rechazó repetidamente sus propuestas de matrimonio. Ella juró que "nunca dejaría de volar por un hombre". Sin embargo, como Hans-Jürgen apoyó firmemente sus ambiciones, finalmente aceptó, pero su padre se resistió. Durante un año entero, su padre se negó a bendecir su unión. Finalmente, se programó una boda festiva para el 10 de octubre de 1939. Sin embargo, tuvo que ser cancelado debido al comienzo de la Segunda Guerra Mundial. El 28 de septiembre, como Hans-Jürgen Uhse debía ser reclutado, la pareja se casó a escondidas, cuatro horas antes de su partida.

### Piloto de transporte de la Luftwaffe

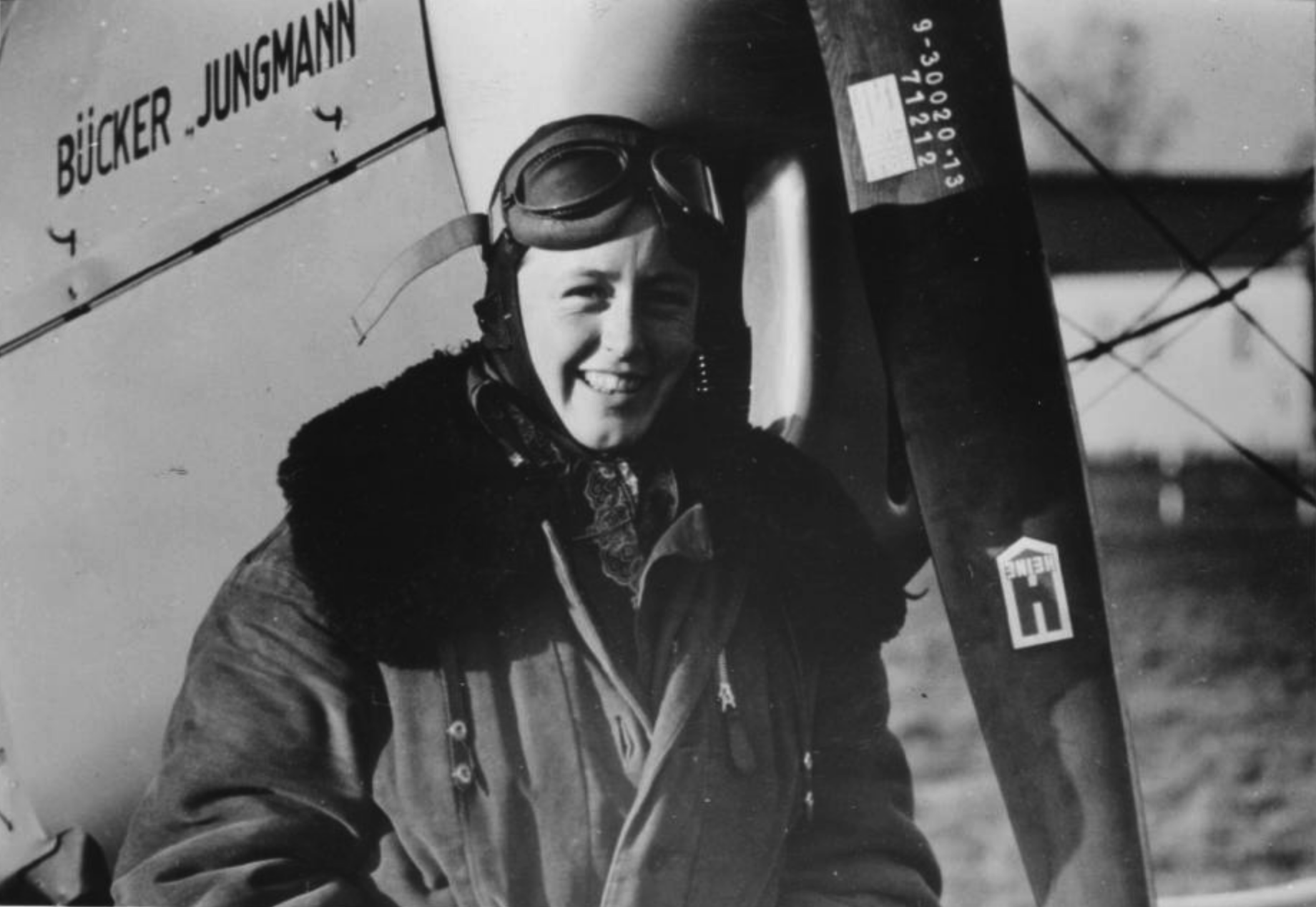
Beate Uhse (entonces Köstlin) en el aeródromo de Rangsdorf, 1937

Durante la guerra, el pilotaje acrobático estuvo prohibido, y Beate Uhse fue castigada. En su pequeña casa de Rangsdorf se sintió asfixiada, por lo que aceptó una oferta de la Luftwaffe para trabajar en una unidad de transporte de aviones. Por lo tanto, ocasionalmente también podía volar aviones de combate que de otra manera no se le permitiría volar: Junkers Ju 87 Stuka, Messerschmitt Bf 109 y 110, Focke-Wulf Fw 190 y al final de la guerra, incluso Messerschmitt Me 262, el primer caza con motores de reacción operacional del mundo. Aunque fue atacada varias veces por aviones aliados, siguió adelante, ya que pensó que tras la guerra, con esta experiencia podría tener una carrera como piloto comercial.
El 28 de setiembre de 1939 se casó, en el marco de una Kriegstrauung o boda de guerra, con su instructor de vuelo Hans-Jürgen Uhse, hermano del escritor Bodo Uhse. En 1943, nació su hijo Klaus, y después del nacimiento, se le permitió continuar volando porque estaba en un papel considerado vital para el esfuerzo de guerra, y recibió permiso para contratar a una niñera. 
En octubre de 1944, fue ascendida al rango de capitán y fue asignada al Überführungsgeschwader 1 (Escuadrón de transbordadores 1) con sede en Berlín- Staaken . 
En 1945, su esposo Hans-Jürgen murió en un accidente aéreo, dejando a Beate viuda a los 24 años con un hijo de un año. 
En abril de 1945, Berlín fue rodeado por las fuerzas soviéticas . El comandante del escuadrón de Uhse quería mover el batallón al oeste. Uhse se abrió paso por la ciudad devastada hasta su casa en Rangsdorf y recogió a su hijo y su niñera, pero cuando los llevó al aeropuerto, su unidad ya se había ido, junto con su avión. Encontró un pequeño avión Siebel Fh 104 que no tenía piloto, y mientras se alimentaba, estudió el manual del avión, ya que nunca había volado este tipo de aeronave. Junto con dos heridos, su hijo y la niñera, abandonó la batalla de Berlín, volando hacia el noroeste y finalmente aterrizó en Leck, en el norte de Frisia, donde fue capturada por las fuerzas británicas. 
Después de su liberación, se instaló en Flensburgo, en lo que se convertiría más tarde en Alemania Occidental, con su hijo.

## Mujer de negocios

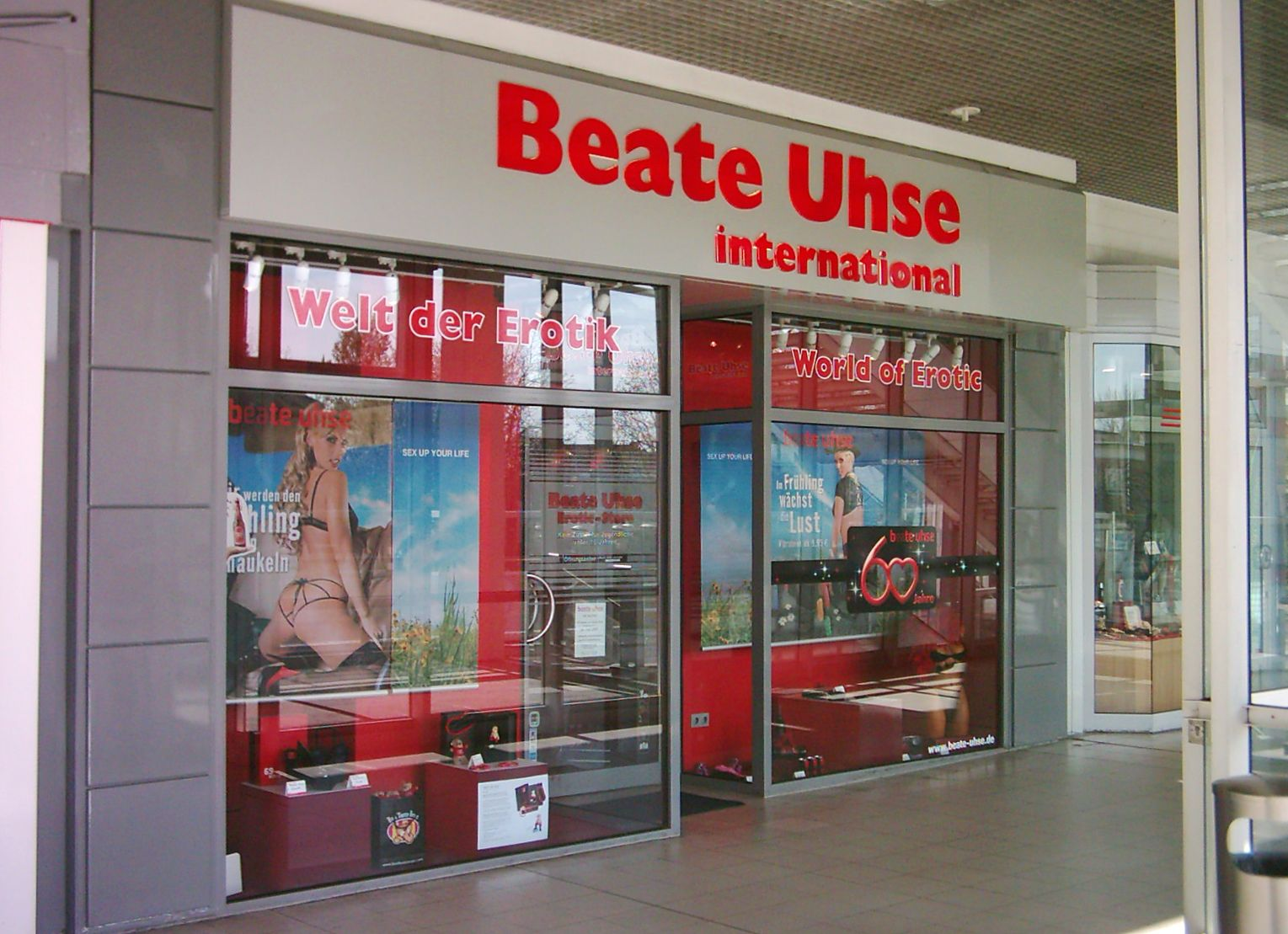
Una tienda Beate Uhse en Hamburgo, Alemania.

Al principio de la posguerra, a los antiguos miembros de la Luftwaffe no se les permitió volar, por lo que la carrera de aviación de Uhse llegó a su fin. Primero, se ganaba la vida en el mercado negro, vendiendo productos puerta a puerta, tarea en la que conoció a muchas amas de casa, y se enteró de sus problemas: los exsoldados que regresaban de la guerra estaban embarazando a sus esposas, sin importarles que "no hubiera apartamento, ni ingresos ni futuro" para ningún niño. Muchas de las mujeres acudía a abortistas no capacitados. Uhse recordó las conferencias que su madre, quien había muerto durante la guerra, le había dado sobre sexualidad, higiene sexual y anticoncepción. Buscó información sobre el método anticonceptivo de ritmo Ogino-Knaus, y preparó un folleto que explicaba a las mujeres cómo identificar sus días fértiles e infértiles. 
Para 1947, había vendido 32.000 copias del "Folleto X" a través de su compañía de pedidos por correo "Betu", y comenzó a expandirse a ciudades más grandes como Hamburgo y Bremen. Asimismo, muchas personas escribieron cartas pidiendo consejos sobre sexualidad y erotismo. "Estas personas desconocían los hechos de la vida", escribió en su autobiografía, Uhse. Pronto ella también vendería condones y "guías matrimoniales". 
En 1951, con cuatro empleados, comenzó la Beate Uhse Mail Order Co., ofreciendo preservativos y libros sobre "higiene matrimonial". Dos años después, la compañía tenía 14 empleados. Uhse se casó con el comerciante minorista Ernst-Walter Rotermund, con quien tuvo su segundo hijo, Ulrich. 
En 1962, en Flensburgo, abrió su "tienda especializada en higiene matrimonial" centrada en gran medida en la sexualidad, considerado como el primer sex shop del mundo. Ofreció, tanto en su tienda como en su catálogo, numerosos "artículos para la higiene marital". Pronto la policía comenzó a actuar contra los productos de su tienda, alegando que, supuestamente, servían para "inflamar y satisfacer los deseos lujuriosos de una manera contraria a la decencia y la moralidad". Para 1992, su tienda había sido acusada más de 2 000 veces. También fue discriminada por otras organizaciones, incluida la "Börsenverein des Deutschen Buchhandels", una organización financiera de la industria del libro alemana, la cual se negó a admitir a su editorial debido a "preocupaciones morales". El club de tenis Flensburgo, por su parte, se negó a admitirla como socia debido a "preocupaciones generales". 
En 1979, se divorció de su segundo esposo, Ernst-Walter Rotermund. En 1983, le diagnosticaron cáncer de estómago, pero sobrevivió. A los 75 años obtuvo una licencia de buceo. En 1996, cumplió un sueño de larga data y abrió el Museo Erótico Beate Uhse de Berlín. Tres años más tarde, en 1999, su compañía, Beate Uhse AG, cotizaba en la bolsa de valores alemana y recibió un gran interés de parte de la comunidad financiera. La acción se cotizó en exceso 64 veces su valor, tras su oferta pública de venta. Aquellos primeros certificados de acciones originales son hoy coleccionables, debido a que en ellos aparecen representadas dos mujeres con muy poca ropa. 
El negocio de Beate Uhse continuó comerciando en toda Europa bajo los nombres de Beate Uhse, Pabo y Adam et Eve. Entró en concordato en múltiples ocasiones, uno de ellos debido a dinero adeudado a Google por su publicidad Pay Per Click.
Uhse murió de neumonía en una clínica en San Galo, Suiza, en 2001, y sus honras fúnebres se realizaron en la propia ciudad de Flensburgo, con música country y de Freddie Mercury, como era su deseo.
Uhse fue una de las personas más importantes para la liberación sexual en el mundo de habla alemana, por lo que en 1989 recibió el "Bundesverdienstkreuz", la cruz de la Orden del Mérito de la República Federal de Alemania.
Su vida fue llevada al cine en 2011, en la película Beate Uhse - Das Recht auf Liebe (en español: Beate Uhse - El derecho a amar), en la cual se narra su vida, a partir de que es apresada por los británicos, luego de volar un avión averiado, con el cual logró salvar a unos heridos y a su hijo Klaus.